# Seznam punk rock skupin
- +44
- 88 Fingers Louie
- 1208

A
- AFI
- Angels & Airwaves
- Anti-flag
- Anti-Nowhere League
- Arcus
- Alkaline Trio
- Avail

B
- Bad brains
- Bad religion
- blink-182
- Boomtown Rats
- Buzzcocks
- Belvedere
- Bouncing Souls
- Chixdiggit!

C
- Clash

D
- Damned
- Devo
- Dead Kennedies
- Dead Lazlo's Place
- Descendents
- Deviates
- Disco ensemble

F
- Face to Face

G
- Gob
- Green day

H
- H2O
- Hi-Standard

I
- Ignite

L
- Lagwagon
- The Loved Ones

M
- Millencolin
- The Misfits
- Me First and the Gimme Gimmes
- MXPX

N
- NOFX
- No Fun At All
- No Use For A Name
- No Trigger
- No Motiv

O
- Osaka popstar
- Offspring

P
- Pennywise
- Professionals
- Panic-Stricken

R
- Ramones
- Rancid
- Real McKenzies
- Rise against
- Relient K

S
- Satanic Surfers
- Saves the Day
- Sex Pistols
- Simple plan
- Something Corporate
- Strung out
- Sum 41

T
- Ten Foot Pole
- Tiger Army

U
- The Unseen

W
- Wizo

Z
- Zero Down